# Kupa na Bălgarija 2006-2007
La Coppa di Bulgaria 2006-2007 è stata la 25ª edizione di questo trofeo, e la 67ª in generale di una coppa nazionale bulgara di calcio, iniziata il 4 ottobre 2006 e terminata il 24 maggio 2007.  Il Levski Sofia ha vinto il trofeo per la venticinquesima volta.

## Primo turno
A questo turno partecipano i 4 vincitori della terza divisione e le 28 squadre della Seconda Lega.
| Squadra 1         | Risultato       | Squadra 2              |
| ----------------- | --------------- | ---------------------- |
| 4 ottobre 2006    |                 |                        |
| Botev Krivodol    | 1 – 2 (dts)     | Vihar Gorublyane       |
| Svetkavica        | 0 – 2           | Kaliakra               |
| Dobrudža          | 3 – 1 (dts)     | Lokomotiv Stara Zagora |
| Belite orli       | 1 – 2           | Hebăr Pazardžik        |
| OFC Devnya        | 0 – 2           | Nesebăr                |
| Vidima-Rakovski   | 1 – 1 (4-5 dtr) | Marica Plovdiv         |
| Spartak Plovdiv   | 4 – 0           | Spartak Pleven         |
| Lokomotiv Mezdra  | 1 – 5           | Nafteks Burgas         |
| Pirin Goce Delčev | 2 – 3           | Čavdar Byala           |
| Malesh Mikrevo    | 1 – 4           | PSFK Černomorec Burgas |
| Svilengrad        | 1 – 1 (2-4 dtr) | Sliven                 |
| Šumen             | 2 - 1           | Minjor Pernik          |
| Montana           | 4 – 0           | Haskovo                |
| Minjor Bobov dol  | 0 – 2           | Minyor Radnevo         |
| Velbažd           | 2 – 3 (dts)     | Pirin Blagoevgrad      |
| Dunav Ruse        | 3 – 1 (dts)     | Etăr 1924              |

## Sedicesimi di finale
A questo turno partecipano i 16 vincitori del turno precedente e le 16 squadre della Prima Lega.
| Squadra 1              | Risultato       | Squadra 2               |
| ---------------------- | --------------- | ----------------------- |
| 7 novembre 2006        |                 |                         |
| Černo More Varna       | 1 – 0           | Rodopa Smoljan          |
| 8 novembre 2006        |                 |                         |
| Minyor Radnevo         | 1 – 6           | Lokomotiv Plovdiv       |
| Čavdar Byala           | 0 – 3           | CSKA Sofia              |
| Vihar Gorublyane       | 0 – 4           | Beroe                   |
| PSFK Černomorec Burgas | 5 – 0           | Dobrudža                |
| Marica Plovdiv         | 1 – 2           | Botev Plovdiv           |
| Spartak Plovdiv        | 1 – 2           | Vihren Sandanski        |
| Šumen                  | 0 – 2           | Liteks Loveč            |
| Montana                | 1 – 1 (3-1 dtr) | Spartak Varna           |
| Rilski Sportist        | 2 – 0           | Černomorec Burgas Sofia |
| Nesebăr                | 0 – 1 (dts)     | Sliven                  |
| Hebăr Pazardžik        | 1 – 3           | Slavia Sofia            |
| Pirin Blagoevgrad      | 1 – 0           | Belasica Petrič         |
| Dunav Ruse             | 3 – 0           | Marek Dupnica           |
| Nafteks Burgas         | 2 – 3           | Levski Sofia            |
| Kaliakra               | 0 – 1           | Lokomotiv Sofia         |

## Ottavi di finale
| Squadra 1              | Risultato       | Squadra 2         |
| ---------------------- | --------------- | ----------------- |
| 30 novembre 2006       |                 |                   |
| Liteks Loveč           | 4 – 0           | Rilski Sportist   |
| Dunav Ruse             | 1 – 4           | Lokomotiv Plovdiv |
| Slavia Sofia           | 3 – 1           | Botev Plovdiv     |
| Pirin Blagoevgrad      | 2 – 2 (4-3 dtr) | Lokomotiv Sofia   |
| Montana                | 1 – 2           | CSKA Sofia        |
| Vihren Sandanski       | 0 – 0 (4-3 dtr) | Černo More Varna  |
| Sliven                 | 1 – 2           | Beroe             |
| PSFK Černomorec Burgas | 0 – 1 (dts)     | Levski Sofia      |

## Quarti di finale
| Squadra 1         | Risultato       | Squadra 2        |
| ----------------- | --------------- | ---------------- |
| 11 aprile 2007    |                 |                  |
| Beroe             | 1 – 0 (dts)     | CSKA Sofia       |
| Pirin Blagoevgrad | 0 – 0 (2-4 dtr) | Levski Sofia     |
| Liteks Loveč      | 2 – 1           | Slavia Sofia     |
| Lokomotiv Plovdiv | 1 – 0           | Vihren Sandanski |

## Semifinali
| Squadra 1         | Risultato | Squadra 2    |
| ----------------- | --------- | ------------ |
| 9 maggio 2007     |           |              |
| Lokomotiv Plovdiv | 0 – 3     | Levski Sofia |
| Liteks Loveč      | 1 – 0     | Beroe        |

## Finale
| Arbitro: | Ľuboš Micheľ |

|                    |           |  |
| Bardon 111’ (rig.) | Marcatori |  |